# K聯賽2
K聯賽2（韓語：K리그 2），是大韓民國足球聯賽系統的第 2 級別，亦是職業聯賽的最低級別，K聯賽2成立於2013年，首届有8支球隊參與角逐。2014年，挑战K联赛接收从經典K聯賽降班的两支球隊，数量增加到 10 支球隊。2015年挑战K联赛增加到11支球隊。挑战K联赛的成立，亦令韓國職業足球聯賽正式實施升降班制度。

## 歷史

### 背景
一直以來，K聯賽都沒有引入升降級制度。2007年韓國足球協會试图将K聯賽最后一名跟韓國全國聯賽第一名之间实行升降级，但韓國全國聯賽第一名以参加K聯賽经费太高为由拒绝升级，韓國足球協會让K聯賽跟韓國全國聯賽之间实行升降级尝试失败。

### 成立
直到2012年，K联赛因为韩国假球事件而开始实施升降级制度（仿效苏格兰足球超级联赛）。到了2013年，韓國足球協會将K聯賽一分为二，设置第二级联赛并命名为“挑战K联赛”（K League Challenge）。
挑战K联赛成立於2013年，首届有8支球隊參與角逐，尚州尚武最终获得本届联赛冠军。2014年，挑战K联赛接收从經典K聯賽降班的两支球隊江原FC、大田市民，数量增加到10支球隊。2015年挑战K联赛增加到11支球隊。

## 赛制
K聯賽2目前有 13 支球队角逐，积分榜分数最多者为冠军。
冠軍直接升班，K聯賽1的第十和十一名、K聯賽2的第二至五名會進行附加賽。
附加賽分為升班附加賽（初賽、決賽）和K聯賽升降班附加賽（1、2），升班附加賽（初賽、決賽）以一場過決勝負，K聯賽升降班附加賽（1、2）採取主客兩回合形式進行。
第四至五名列入升班附加賽初賽，勝方會進入決賽；
第三名列入升班附加賽決賽，勝方會進入K聯賽升降班附加賽2；
K聯賽1的第十一名和K聯賽2的第二名列入K聯賽升降班附加賽1，勝方將升至K聯賽1。
K聯賽1的第十名和升班附加賽決賽勝方列入K聯賽升降班附加賽2，勝方將升至K聯賽1。

## 參賽球隊
2025年南韓足球挑戰聯賽參賽隊伍共有 14 支。
| 中文名稱     | 英文名稱                | 韓文名稱 | 所在城市       | 主場館           | 上季成績         |
| ------------ | ----------------------- | -------- | -------------- | ---------------- | ---------------- |
| 仁川聯       | Incheon United FC       |          | 仁川廣域市     | 仁川足球場       | K聯賽1，第 12 位 |
| 忠南牙山     | Chungnam Asan FC        |          | 忠清南道牙山市 | 牙山李舜臣體育場 | 第 2 位          |
| 首爾衣戀     | Seoul E-Land FC         |          | 首爾市         | 木洞運動場       | 第 3 位          |
| 全南天龍     | Jeonnam Dragons         |          | 全羅南道光陽市 | 光陽足球場       | 第 4 位          |
| 釜山IPark    | Busan IPark             |          | 釜山市         | 釜山九德運動場   | 第 5 位          |
| 水原三星藍翼 | Suwon Samsung Bluewings |          | 京畿道水原市   | 水原世界盃競技場 | 第 6 位          |
| 金浦FC       | Gimpo FC                |          | 京畿道金浦市   | 金浦Solteo體育場 | 第 7 位          |
| 富川FC1995   | Bucheon FC 1995         |          | 京畿道富川市   | 富川體育場       | 第 8 位          |
| 天安城市     | Cheonan City FC         |          | 忠清南道天安市 | 天安综合體育場   | 第 9 位          |
| 清州FC       | Chungbuk Cheongju FC    |          | 忠清北道清州市 | 清州综合體育場   | 第 10 位         |
| 安山綠人     | Ansan Greeners FC       |          | 京畿道安山市   | 安山欢呼體育場   | 第 11 位         |
| 慶南FC       | Gyeongnam FC            |          | 慶尚南道昌原市 | 昌原足球運動場   | 第 12 位         |
| 城南FC       | Seongnam FC             |          | 京畿道城南市   | 炭川宗合運動場   | 第 13 位         |
| 華城FC       | Hwaseong FC             |          | 京畿道華城市   | 華城體育場       | K3聯賽，第 2 位  |

## 歷屆冠軍
| 年度   | 冠軍                   | 亞軍                 | 升级附加赛胜出者        |
| ------ | ---------------------- | -------------------- | ----------------------- |
| 2013年 | 尚州尚武               | 韩国警察             | 尚州尚武（联赛第1名）   |
| 2014年 | 大田市民               | 安山警察厅           | 光州FC（联赛第4名）     |
| 2015年 | 尚州尚武               | 大邱FC               | 水原FC（聯賽第3名）     |
| 2016年 | 安山警察（不可升级）   | 大邱FC（升级）       | 江原FC（聯賽第4名）     |
| 2017年 | 庆南FC                 | 釜山I'Park           | 没有                    |
| 2018年 | 牙山木槿花（不可升级） | 城南FC（升级）       | 没有                    |
| 2019年 | 光州FC                 | 釜山I'Park           | 釜山I'Park（聯賽第2名） |
| 2020年 | 济州联                 | 水原FC               | 水原FC（聯賽第2名）     |
| 2021年 | 金泉尙武               | 大田韓亞市民         | 没有                    |
| 2022年 | 光州FC                 | 大田韓亞市民（升班） | 大田韓亞市民（升班）    |
| 2023年 | 金泉尙武               | 釜山I'Park           | 没有                    |
| 2024年 | FC安養                 | 忠南牙山             | 首爾衣戀 （聯賽第3名）  |

## 创始球队
- 以下為參加首屆聯賽（2013年挑戰K聯賽）的8支球隊：

| 球队           | 前属联赛                      |
| -------------- | ----------------------------- |
| 光州FC         | 韩国职业足球联赛（1998-2012） |
| 尚州尚武不死鳥 | 韩国职业足球联赛（1998-2012） |
| 安養FC         | 新成立球队                    |
| 水原FC         | 韩国全国联赛                  |
| 忠州胡默爾     | 韩国全国联赛                  |
| 高陽Hi         | 韩国全国联赛                  |
| 富川1995       | 韩国挑战者联赛                |
| 韓國警察       | 韩国预备队联赛                |

## 外部連結
- 聯賽官網Archive.today的存檔，存档日期2016-02-16 （英文）
- Facebook 官方專頁 （页面存档备份，存于） 
- Official Twitter 官方專頁 （页面存档备份，存于） 
- YouTube 官方頻道（页面存档备份，存于） 
- ROKfootball.com （英文）
- Footcoreen.com （页面存档备份，存于） （英文）
- Soccerphile K League news（页面存档备份，存于） （英文）